# Chuck E. Cheese's

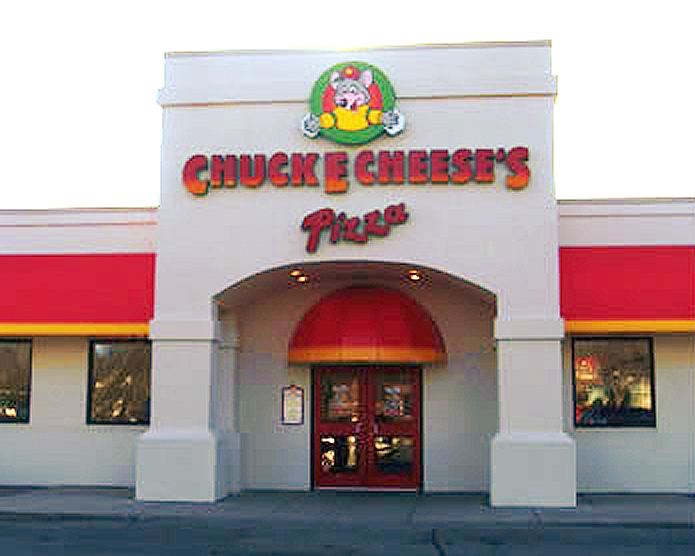
Instalación "Chuck E Cheese's"

Chuck E. Cheese (anteriormente conocida como Chuck E. Cheese's Pizza Time Theatre y Chuck E. Cheese's Pizza) es una cadena de pizzerías conocida por sus salas de videojuegos y espectáculos infantiles. Fue una de las inspiraciones para la franquicia de videojuegos de terror Five Nights at Freddy's. Su mascota es un ratón antropomórfico que lleva el mismo nombre que la cadena, y su lema es: Where a Kid Can Be a Kid («Donde un niño puede ser un niño»). 

## Historia
La compañía Chuck E. Cheese's Pizza Time Theatre fue fundada por Nolan Bushnell  el 17 de mayo de 1977, y su primer restaurante se inauguró en San José, California, siendo oficialmente el primer restaurante familiar en integrar comida, ocio y videojuegos bajo el mismo techo. En 1984, Pizza Time Theatre y Showbiz Pizza Place se fusionaron, uniendo ambos conceptos bajo el nombre de Showbiz Pizza Time, Inc. En 1991, Showbiz Pizza Time, Inc. unificó ambas marcas bajo el nombre de Chuck E. Cheese's Pizza. 
En 1994, Chuck E. Cheese's Pizza rediseñó su imagen, llamándose simplemente Chuck E. Cheese's. En 1998, Showbiz Pizza Time, Inc. fue renombrada CEC Entertainment, Inc., eliminando toda mención a Showbiz Pizza Place. En 2007, la empresa celebró su trigésimo aniversario y en mayo de 2009 ya contaba con 542 restaurantes.
Chuck E. Cheese abrió su primera tienda en Sudamérica en 1994, en la ciudad de Santiago, Chile. En 2012, abrió su primera tienda en México, en la ciudad de Monterrey, Nuevo León, y actualmente cuenta con 12 locales en el país. En Perú abrió su primer local en septiembre de 2013, y actualmente cuenta con 8 locales (6 en Lima, 1 en Arequipa y 1 en Trujillo). En 2015, llegó a Colombia, con un local en Bogotá. En Heredia, Costa Rica, abrieron su primer y único local en ese país en 2018.
El 15 de noviembre de 2023, los directivos de Chuck E. Cheese's anunciaron que retirarían la icónica banda de animatrónicos, insignia de todos los establecimientos, exceptuando uno de ellos. Al parecer, esto fue debido a los problemas económicos derivados de la pandemia de COVID-19 y a la recesión económica general. Otra de las posibles razones fue que con el paso del tiempo, estos animatrónicos habían caído en el olvido, quedándose obsoletos. Asimismo, es posible que la película basada en la franquicia de videojuegos Five Nights at Freddy's, suscitaran miedo hacia los animatrónicos, debido a su ambientación terrorífica e inquietante. Sin embargo, estas son solo especulaciones. Los directivos también anunciaron que próximamente modernizarán las opciones de entretenimiento y ocio, como por ejemplo, con máquinas de arcade y similares.

## Galería

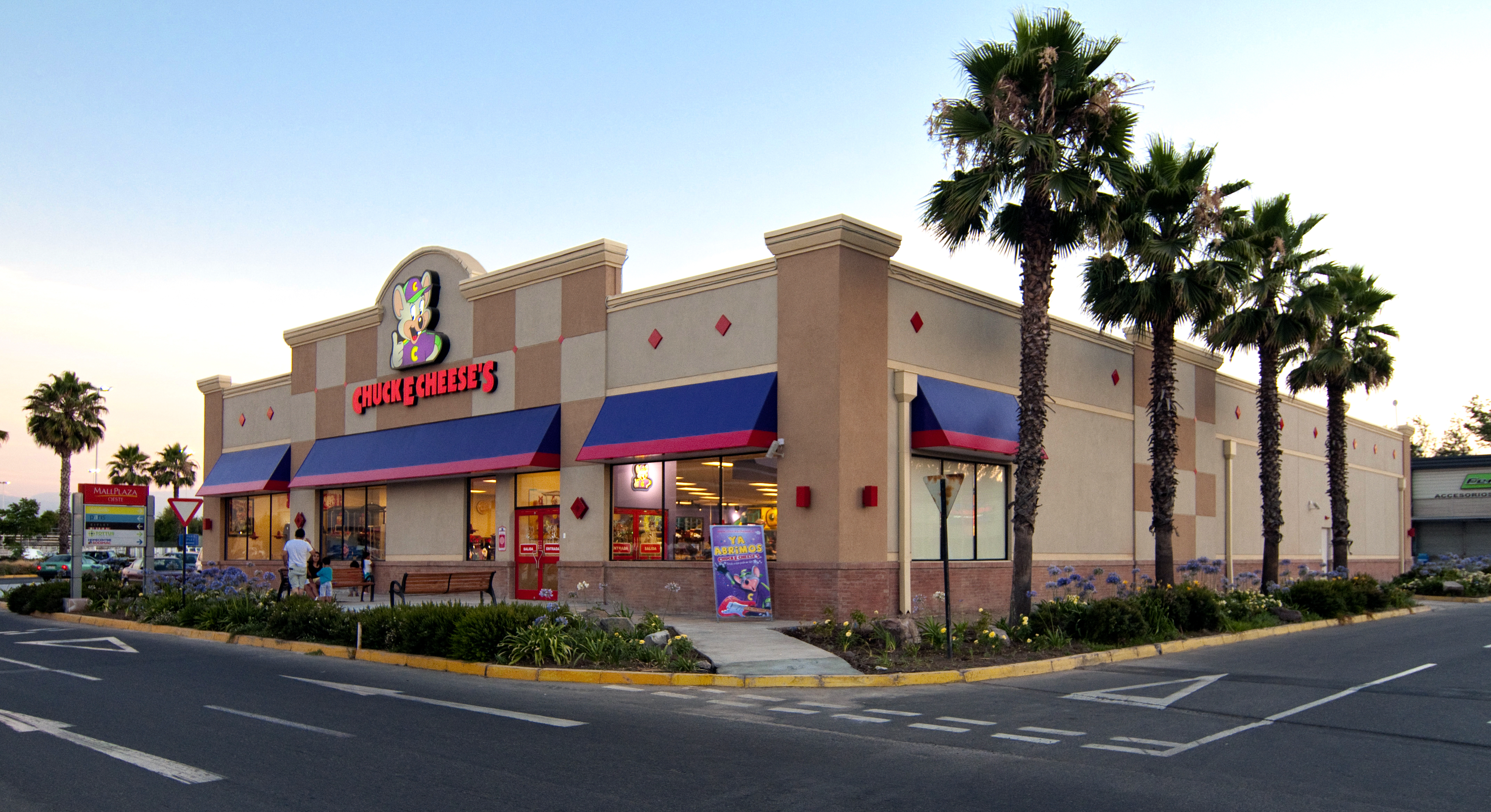
Chuck E. Cheese´s Mall Plaza Oeste, Santiago - Chile
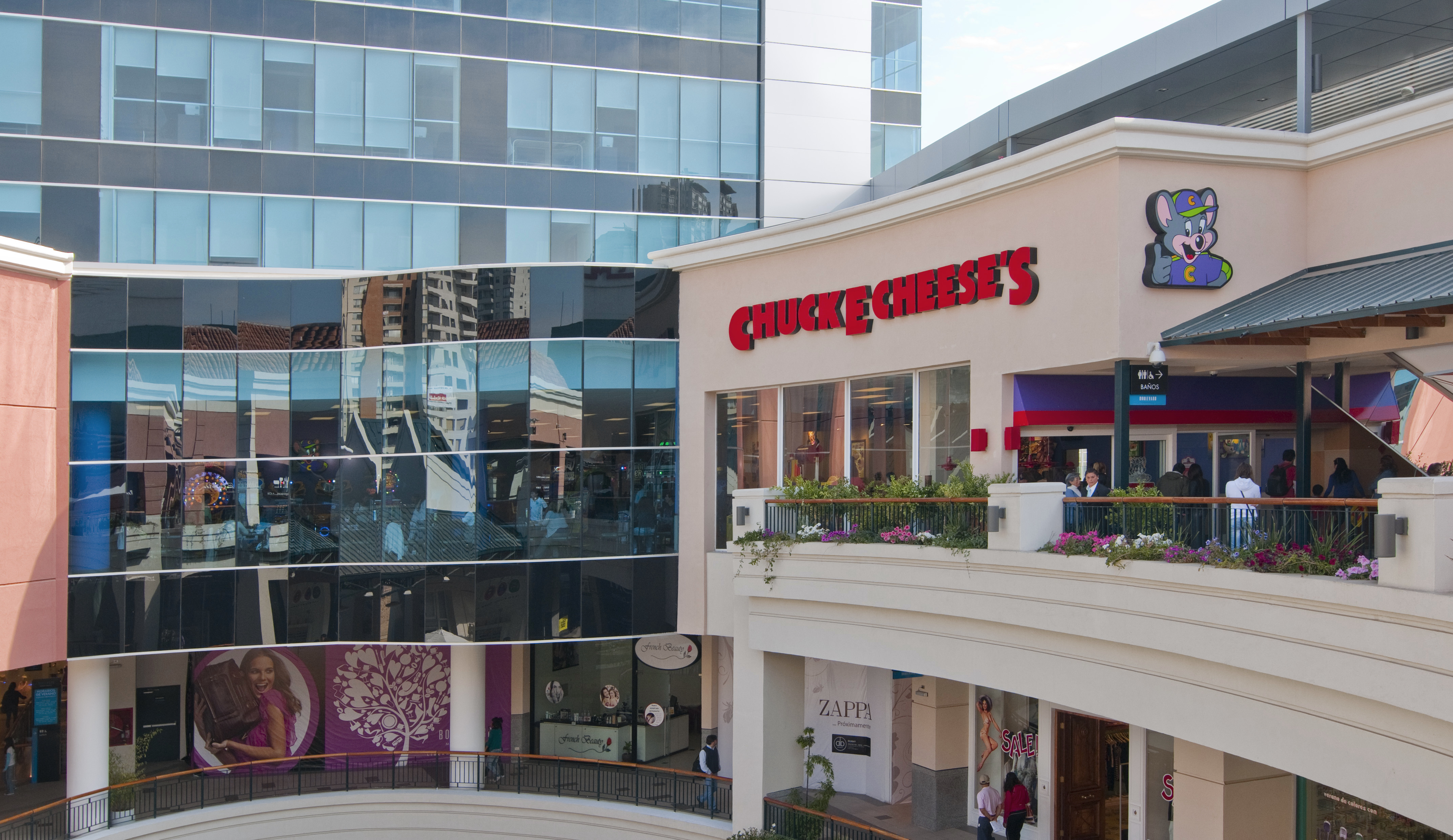
Chuck E. Cheese´s Boulevard Marina, Viña del Mar - Chile
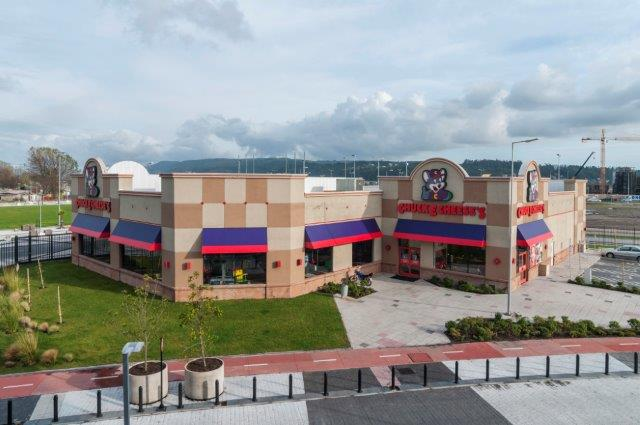
Chuck E. Cheese´s Mall Plaza Mirador Bio Bio, Concepción - Chile
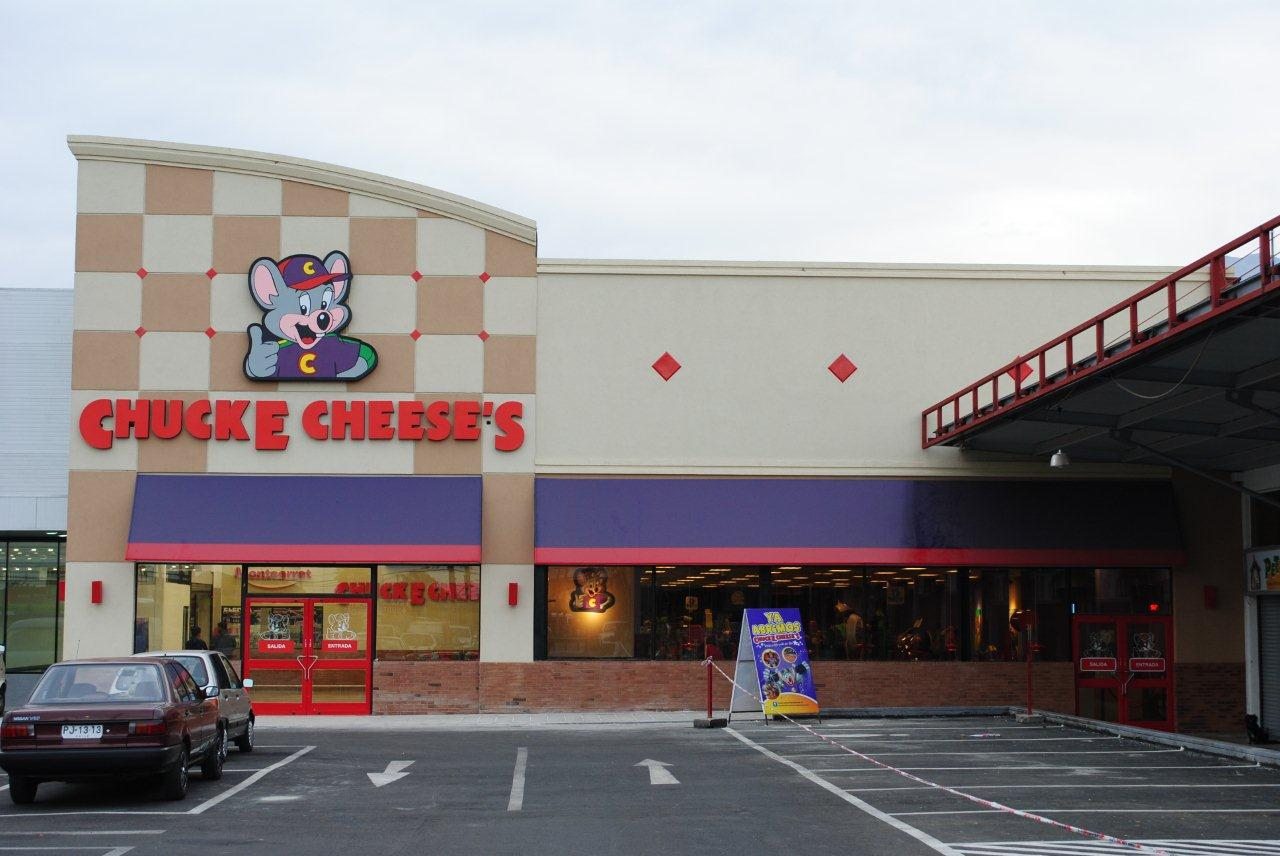
Chuck E. Cheese´s La Florida, Santiago - Chile
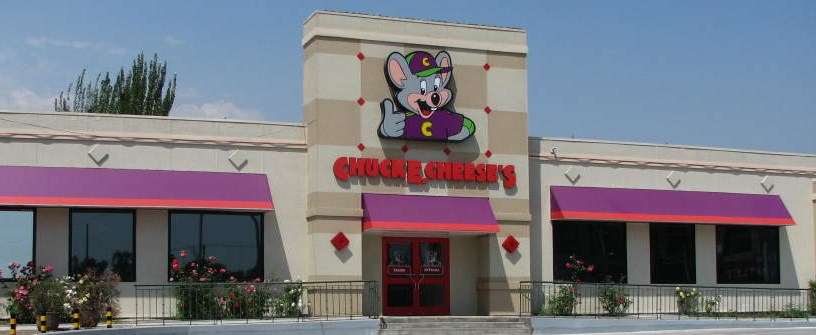
Chuck E. Cheese´s La Dehesa, Santiago - Chile
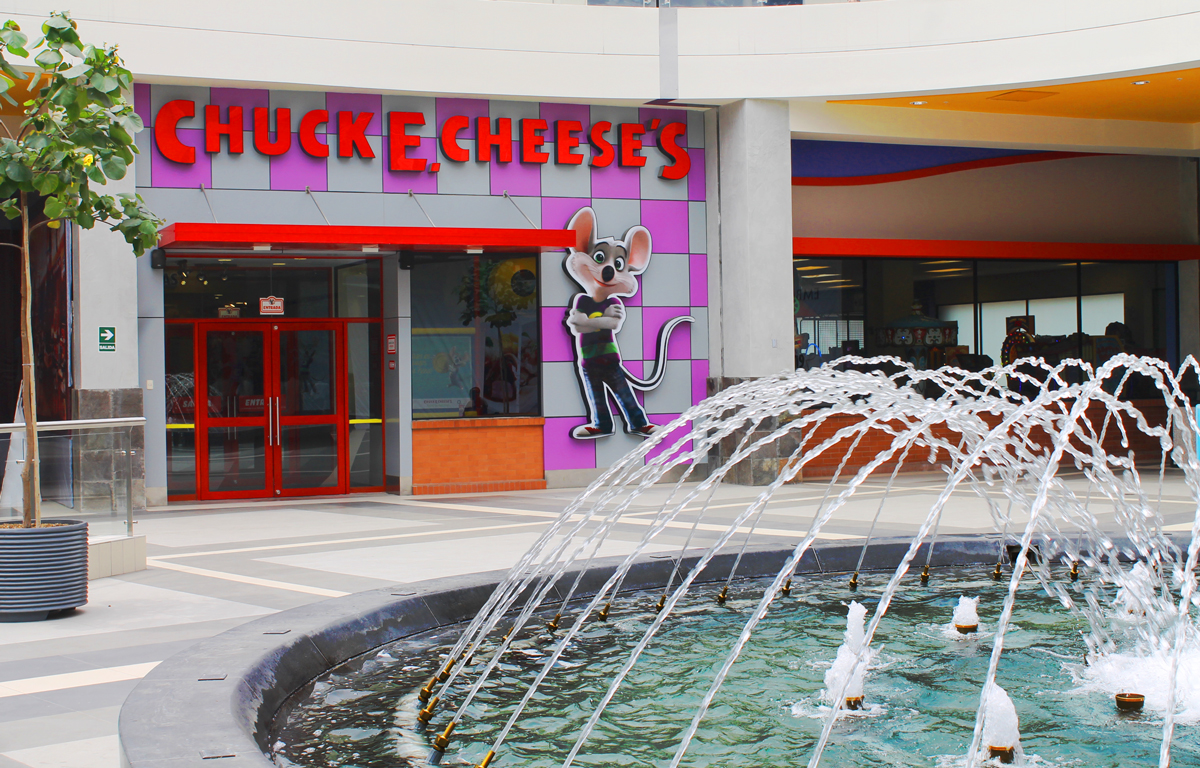
Chuck E. Cheese´s Plaza Lima Norte, Lima - Perú
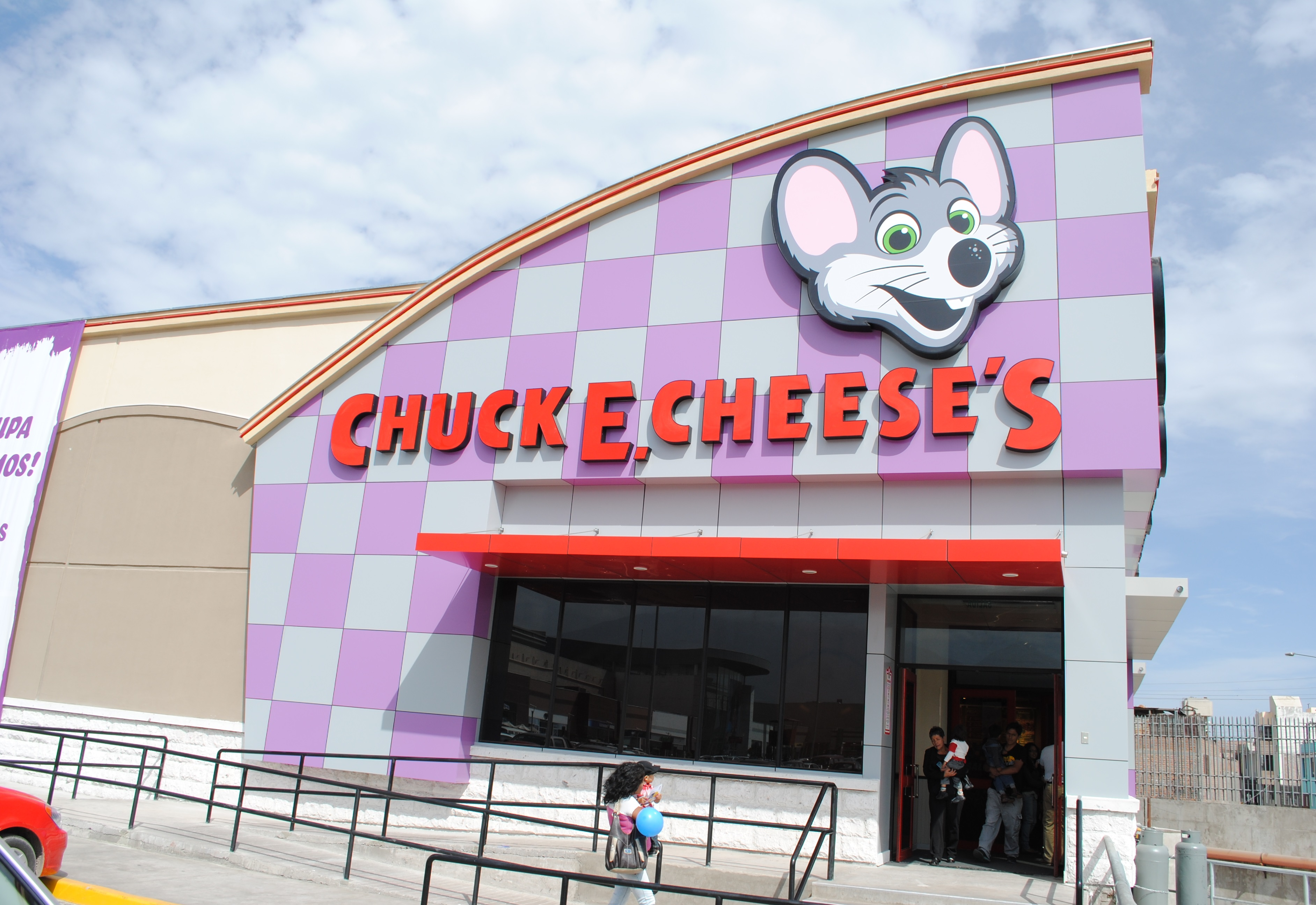
Chuck E. Cheese´s Mall Aventura Plaza Arequipa, Perú
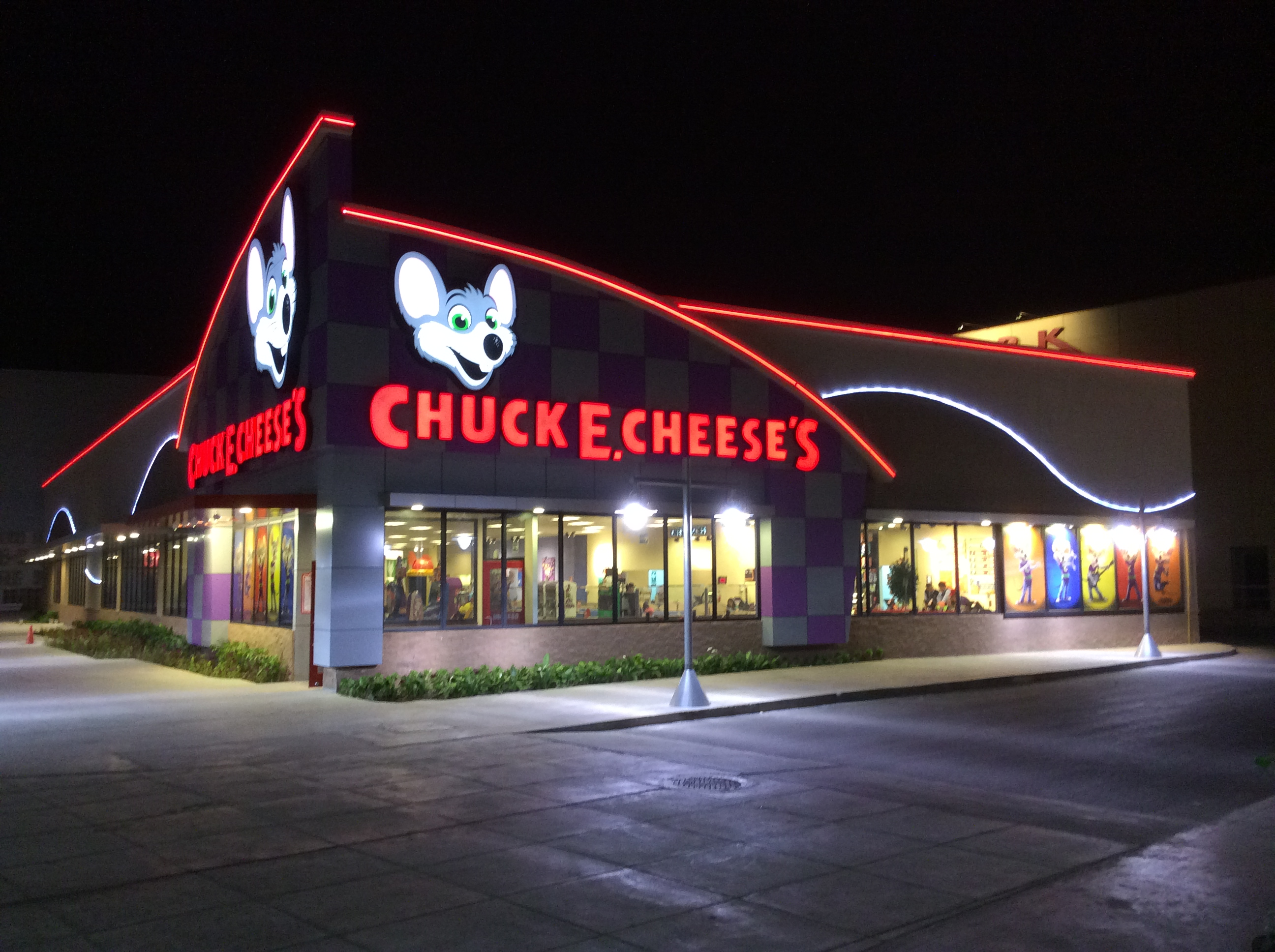
Chuck E. Cheese´s Mall Aventura Plaza Trujillo, Perú
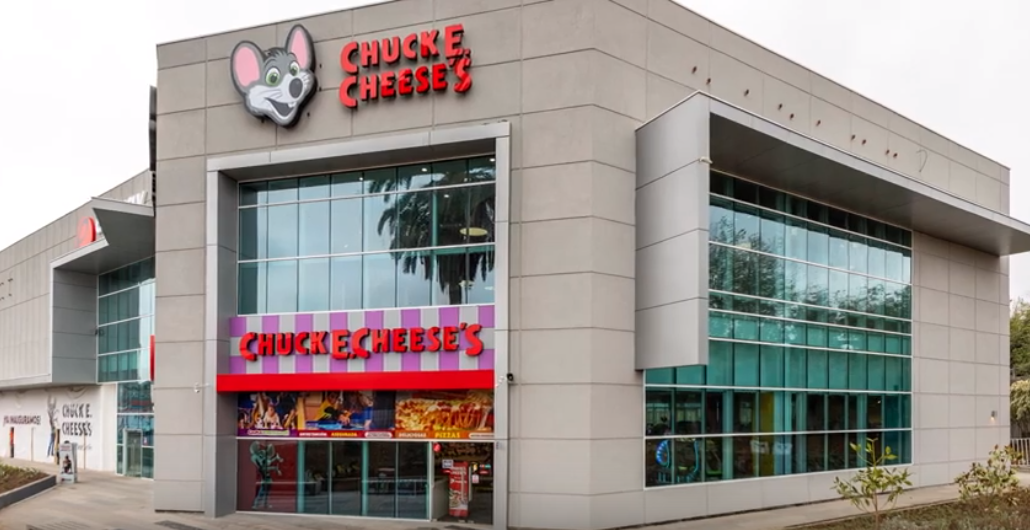
Chuck E. Chesse´s Mall Plaza Norte, Santiago - Chile